# Peloponnes
 Ikke at forveksle med Peloponnes (periferi).
Pelopon'nes (græsk Πελοπόννησος / Peloponnēsos) er en græsk halvø og udgør i realiteten den sydlige del af landet.
Halvøen er på 21.549 km² (ca. 3/4 af Jyllands størrelse), og huser i dag ca. 1.000.000 mennesker.
Peloponnes er forbundet med fastlandet via en ca. 6,3 km bred landtange, Korinthtangen. Den blev i 1893 gennemboret af Korinthkanalen.
Halvøen er opkaldt efter sagnhelten Pelops. Romerne kaldte den Achaia, hvilket navn lever videre som navn på den nordligste region. I middelalderen blev halvøen kaldt Morea, hvilket vistnok betyder morbærblad og sigter til halvøens karakteristiske form.
Peloponnes er i dag opdelt i følgende regioner, der stort svarer til de antikke landskaber:
| Navn      | Del     | Hovedby  | Vigtige byer i oldtiden                   |
| --------- | ------- | -------- | ----------------------------------------- |
| Achaia    | Nord    | Patras   |                                           |
| Korinthia | Nordøst | Korinth  | Korinth, Megara                           |
| Elis      | Vest    | Pyrgos   | Elis (Olympia), Pisa                      |
| Arkadien  | Centrum | Tripoli  | Megalopolis                               |
| Argolis   | Nordøst | Nafplio  | Argos, Epidauros, Troizen, Mykene, Tiryns |
| Messenien | Sydvest | Kalamata | Pylos                                     |
| Lakonien  | Sydøst  | Sparti   | Sparta                                    |

Halvøen Peloponnes blev omkring august 2007 ramt af omfattende skovbrande, som anslås at have været de værste i de sidste 150 år.